# Finale UEFA Champions League 2021
De UEFA Champions Leaguefinale van het seizoen 2020/21 was de 29ste finale in de geschiedenis van het toernooi sinds de naamsverandering. De wedstrijd werd gespeeld op 29 mei 2021 in het Estádio do Dragão in Porto. Manchester City en Chelsea FC speelden tegen elkaar. Chelsea FC won met 1–0 na een doelpunt van Kai Havertz, waardoor Chelsea FC het tegen de winnaar van de Europa Leaguefinale (Villarreal CF) op mag nemen om de UEFA Super Cup 2021 en zich kwalificeert voor de groepsfase van de UEFA Champions League 2021/22 en de halve finales van het WK voor clubs 2021.

## Organisatie
Op 24 mei 2018 koos de UEFA Executive Committee het Atatürk Olympisch Stadion in Istanboel als locatie voor de Champions Leaguefinale van 2020. Op 17 juni 2020 werd in verband met de uitbraak van het coronavirus echter besloten om die finale te verplaatsen naar het Estádio da Luz in Lissabon en de finale van 2021 in Istanboel te houden. De finale van 2005 vond ook al in Istanboel plaats. Uiteindelijk werd echter besloten om ook deze finale te verplaatsen naar Portugal, ditmaal naar het Estádio do Dragão in Porto. Dit werd besloten omdat het voor de Engelse fans wel mogelijk was om naar Portugal af te reizen, maar niet naar Turkije. In het Estádio do Dragão konden er per finalist 6000 fans aanwezig zijn. In het Estádio do Dragão vond in 2019 al de finale van de eerste editie van de UEFA Nations League plaats.
Op 12 mei 2021 werd bekend gemaakt dat de Spaanse Antonio Mateu Lahoz de Champions Leaguefinale zou fluiten. Hij was de vierde official in de finale van 2019 en leidde in het seizoen 2020/21 al zes eerdere wedstrijden van de UEFA Champions League, waarvan vijf in het hoofdtoernooi. Mateu Lahoz werd in de finale geassisteerd door landgenoten Pau Cebrián Devis en Roberto Díaz Pérez del Palomar, met Carlos del Cerro Grande als vierde official. Alejandro Hernández was de VAR en werd geassisteerd door Juan Martínez Munuera, Íñigo Prieto López de Cerain en Paweł Gil.
Voorafgaand aan de finale trad de Amerikaanse dj en producer Marshmello op met een virtuele show, samen met Selena Gomez en Khalid, gepresenteerd door Pepsi.

## Voorgeschiedenis
Manchester City stond voor de eerste keer in de finale van de Champions League. In 1970 stond Manchester City wel in de finale van de Europacup II, toen het Poolse Górnik Zabrze met 2–1 werd verslagen. Chelsea stond voor de derde keer in de finale van de Champions League en voor de eerste keer sinds 2012. Eén keer eerder won Chelsea de eindstrijd, in 2012 tegen Bayern München. In 2008 verloor Chelsea de finale van Manchester United. Beide finales werden beslist na een strafschoppenserie. In 2013 en 2019 won Chelsea de finale van de UEFA Europa League van het Portugese SL Benfica en het Engelse Arsenal FC. In 1971 en 1998 won Chelsea de finale van de Europacup II van het Spaanse Real Madrid en het Duitse VfB Stuttgart.
Eén keer eerder troffen Manchester City en Chelsea elkaar in Europees verband. In de halve finales van de Europacup II in 1971 won Chelsea in beide wedstrijden van het tweeluik met 1–0. In landelijke competities speelden Manchester City en Chelsea al 165 keer eerder tegen elkaar. Daarvan won Chelsea 67 wedstrijden, won Manchester City 58 keer en veertig keer eindigde het in een gelijkspel. In 2019 speelden The Blues en The Citizens al tegen elkaar in een bekerfinale. Manchester City won destijds de League Cup na strafschoppen. In de Community Shield speelden Manchester City en Chelsea al twee keer eerder tegen elkaar om een prijs. Beide keren won Manchester City. In het seizoen 2020/21 stonden de Engelse ploegen ook al meerdere malen tegenover elkaar. Op 3 januari 2021 won Manchester City met 1–3 in de Premier League, op 17 april 2021 won Chelsea met 1–0 in de halve finales van de FA Cup en op 8 mei 2021 won Chelsea met 1–2 van Manchester City in de Premier League.
Pep Guardiola stond als trainer al twee keer eerder in de finale van de Champions League, met FC Barcelona in 2009 en 2011. Beide keren werd Manchester United verslagen. Ook won Guardiola drie keer de UEFA Super Cup. In 2009 en 2011 met FC Barcelona, in 2013 met Bayern München. Met Manchester City stond Guardiola vijf keer eerder in de finale van een nationaal bekertoernooi: één keer in de FA Cup (2019) en vier keer in de League Cup (2018, 2019, 2020 en 2021). Al deze finales werden gewonnen door Manchester City. Thomas Tuchel stond in 2020 al in de finale van de Champions League met Paris Saint-Germain. Toen bleek Bayern München te sterk. Met Paris Saint-Germain en Borussia Dortmund stond Tuchel eerder ook al in nationale bekerfinales. Hij staat met Chelsea twee weken voor de Champions Leaguefinale in de finale van de FA Cup tegen Leicester City.
Twee keer eerder werd de finale van de Champions League gespeeld tussen twee Engelse teams. In 2008 won Manchester United na strafschoppen van Chelsea, in 2019 won Liverpool FC met 2–0 van Tottenham Hotspur. Het kwam zeven keer eerder voor dat beide clubs in de finale van de Champions League uit hetzelfde land kwamen.

## Weg naar de finale
| Pos | Team                | Wed | Ptn |
| --- | ------------------- | --- | --- |
| 1   | Manchester City     | 6   | 16  |
| 2   | FC Porto            | 6   | 13  |
| 3   | Olympiakos Piraeus  | 6   | 3   |
| 4   | Olympique Marseille | 6   | 3   |

| Pos | Team         | Wed | Ptn |
| --- | ------------ | --- | --- |
| 1   | Chelsea FC   | 6   | 14  |
| 2   | Sevilla FC   | 6   | 13  |
| 3   | FK Krasnodar | 6   | 5   |
| 4   | Stade Rennes | 6   | 1   |

### Manchester City

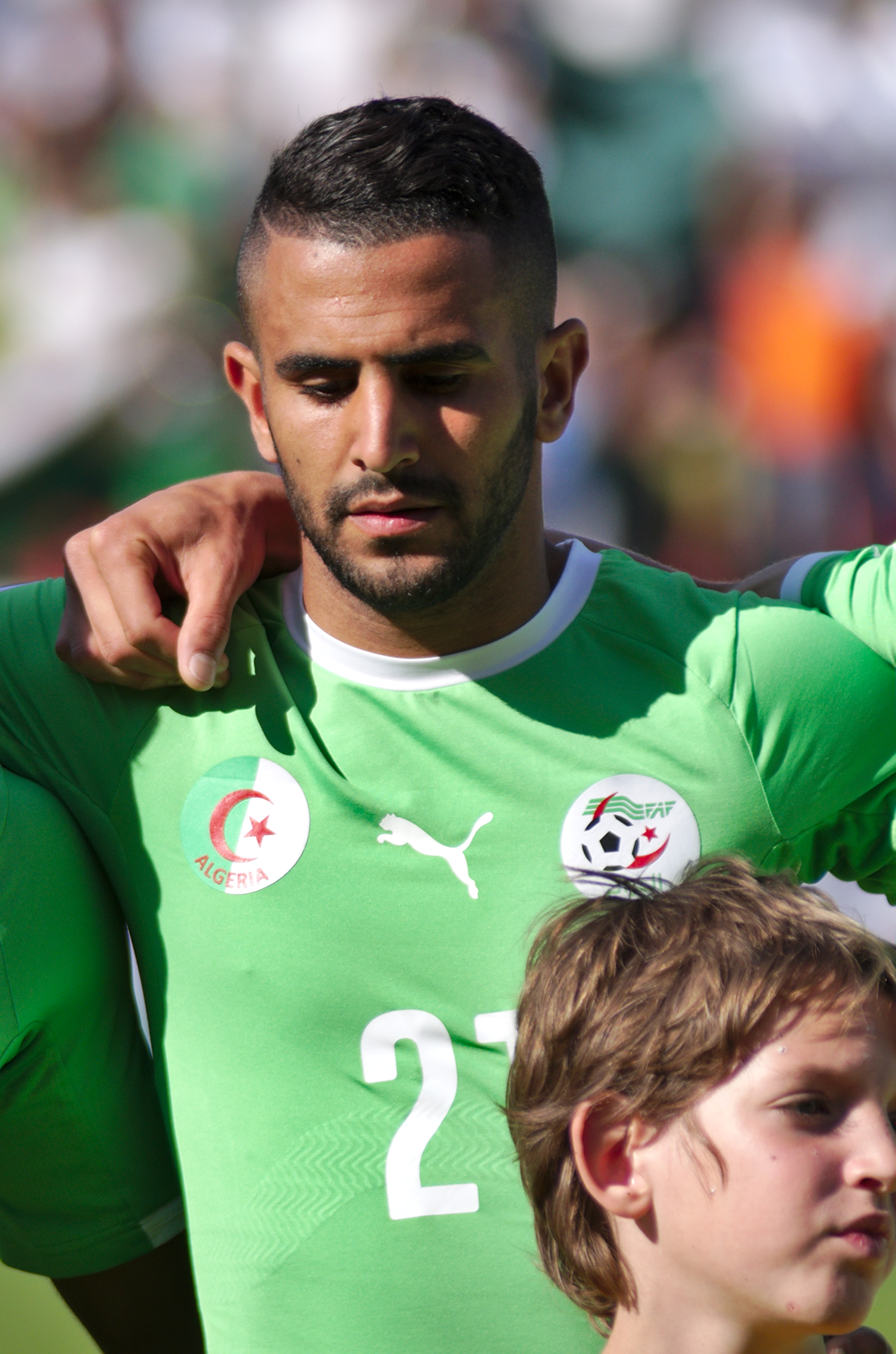
Riyad Mahrez scoorde drie keer in de halve finales tegen Paris Saint-Germain.

Bij de loting op 1 oktober 2020 werd bekend dat Manchester City het in de groepsfase zou gaan opnemen tegen FC Porto, Olympiakos Piraeus en Olympique Marseille. In de eerste speelronde kwam de Portugese kampioen FC Porto op bezoek. In het lege Etihad Stadium kwam FC Porto op voorsprong na een dribbel en een goal van Luis Díaz. In de twintigste minuut zette Sergio Agüero Manchester City alweer op gelijke hoogte na een benutte strafschop na een overtreding van Pepe. In de tweede helft kwam Manchester City zelfs op een voorsprong na een binnengeschoten vrije trap van İlkay Gündoğan. In de 73ste minuut zette de ingevallen Ferran Torres de eindstand van 3–1 op het scorebord. Manchester City speelde haar eerste uitwedstrijd van het Champions League-seizoen tegen Olympique Marseille. Torres was opnieuw trefzeker. Ditmaal met de openingstreffer in de achttiende minuut na een fout in de verdediging van de Franse opponent. In de 76ste minuut verdubbelde Gündoğan de score. In de 81ste minuut besliste Raheem Sterling de wedstrijd met de 0–3. Hij kon de bal in het doel schuiven na een pass van Kevin De Bruyne. Een week later ontving Manchester City Olympiakos Piraeus. In de twaalfde minuut scoorde Torres voor de derde opeenvolgende Champions League-wedstrijd. Lang bleef het het 1–0, totdat Gabriel Jesus vanuit een lastige hoek doelman José Sá verschalkte. In de negentigste minuut scoorde ook João Cancelo. Door de 3–0 zege kwam Manchester City op negen punten na drie wedstrijden. Dat werden twaalf punten uit vier wedstrijden na de uitwedstrijd tegen Olympiakos Piraeus. In de 36ste minuut maakte Phil Foden het enige doelpunt van de wedstrijd na het terugleggen van Sterling. Dit betekende dat Manchester City zich twee wedstrijden voor het einde van de groepsfase kwalificeerde voor de knock-outfase. In de uitwedstrijd tegen FC Porto leed Manchester City haar eerste puntverlies. Er werden geen doelpunten gemaakt in het Estádio do Dragão. Manchester City sloot de groepsfase af met een thuiswedstrijd tegen Olympique Marseille. In de eerste helft werden er geen doelpunten gemaakt, maar vlak na de rust scoorde Torres. In de 77ste minuut verdubbelde Agüero de score, nadat hij uit een rebound van dichtbij kon binnentikken. Een eigen doelpunt van Álvaro González in de negentigste minuut zorgde voor een 3–0 zege van Manchester City, wat The Citizens de groepswinst bezorgde.
In de knock-outfase stuitte Manchester City eerst op Borussia Mönchengladbach. De heenwedstrijd werd gespeeld in Boedapest. In de 29ste minuut kopte Bernardo Silva Manchester City op een 0–1 voorsprong na een voorzet van Cancelo. In de 54ste minuut lukte het Jesus niet om de 0–2 te maken, maar dat lukte hem wel in de 65ste minuut na het terugleggen van Silva. In de terugwedstrijd, ook in Boedapest, moest Manchester City dus een 2–0 voorsprong verdedigen. Al binnen achttien minuten scoorde Manchester City twee keer. Het eerste doelpunt kwam op naam van De Bruyne, met een schot buiten het strafschopgebied. In de achttiende minuut maakte Gündoğan het tweede doelpunt na een pass van Foden. Over twee wedstrijden had Manchester City dus een 4–0 voorsprong. Borussia Mönchengladbach kwam niet meer in de buurt van de volgende ronde en er werd geen doelpunt meer gemaakt.
Daardoor plaatste Manchester City zich voor de kwartfinale, waarin opnieuw een Duitse club, Borussia Dortmund, de tegenstander was. In de thuiswedstrijd werd Manchester City op een voorsprong gezet in de negentiende minuut door De Bruyne, na een pass van Riyad Mahrez. In de 29ste minuut leek Manchester City een strafschop te krijgen na een overtreding van Emre Can, maar de VAR liet scheidsrechter Ovidiu Haţegan van gedachten veranderen. In de 37ste minuut leek Jude Bellingham de gelijkmaker te maken, maar dat ging niet door, omdat hij een overtreding op Ederson zou hebben gemaakt. In de 84ste minuut maakte Marco Reus wel de gelijkmaker voor Borussia Dortmund. Toch won Manchester City de heenwedstrijd, omdat Foden, die eerder in de wedstrijd meerdere kansen onbenut liet, in de negentigste minuut de 2–1 maakte. In de vijftiende minuut van de terugwedstrijd was Bellingham trefzeker voor Borussia Dortmund, waardoor Die Borussen op dat moment virtueel door waren. Dat was ook het geval in de rust. Tien minuten na de rust kreeg Manchester City toch de voorsprong over twee wedstrijden, dankzij een benutte strafschop van Mahrez, na hands van Can. In de 75ste minuut besliste Foden het tweeluik na een schot van afstand na een kort genomen hoekschop. Daardoor voegde Manchester City zich bij de laatste vier van de Champions League.
De laatste horde voor de finale voor Manchester City was de Franse kampioen Paris Saint-Germain. In het Parc des Princes kwam Manchester City in de vijftiende minuut op een 1–0 achterstand na een kopbal van PSG-aanvoerder Marquinhos uit een hoekschop. Na de rust was Paris Saint-Germain minder dominant. In de 64ste belandde een bal van De Bruyne, die als een voorzet bedoeld leek, in het doel. In de 71ste minuut kwam Manchester City zelfs op een voorsprong. Een vrije trap van Mahrez ging door de muur van Paris Saint-Germain en belandde in het doel. Vanaf de 77ste minuut moest Paris Saint-Germain met tien man verder na een rode kaart van Idrissa Gueye, die hij kreeg voor een overtreding op Gündoğan. Zes dagen later werd de terugwedstrijd in Manchester gespeeld. In de elfde minuut was Mahrez verantwoordelijk voor de openingstreffer, die de bal door de benen van doelman Keylor Navas wist te schuiven. In de 65ste minuut kon Mahrez opnieuw scoren na een loopactie en een voorzet van Foden. Het doelpunt van Mahrez zorgde voor een 4–1 voorsprong over twee wedstrijden van Manchester City. Zes minuten later kreeg Ángel Di María een rode kaart te zien. Er werd niet meer gescoord en dus plaatste Manchester City zich voor het eerst in haar clubhistorie voor de Champions Leaguefinale.

### Chelsea FC

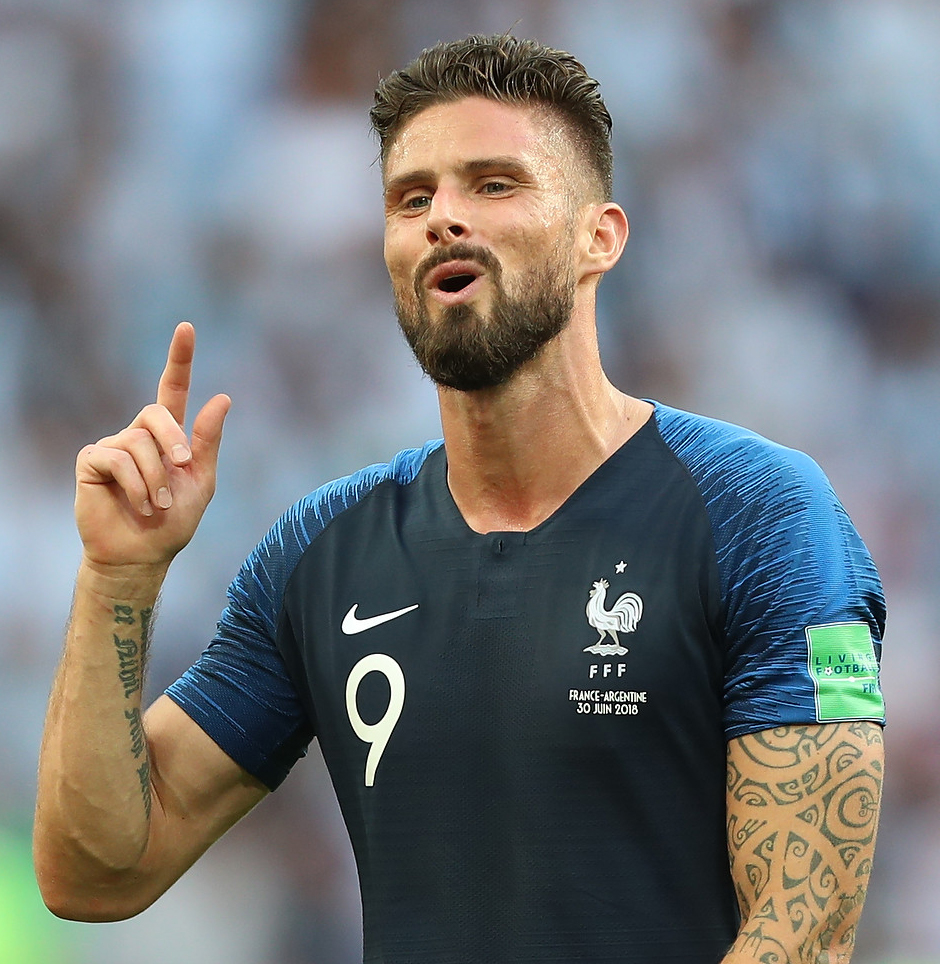
Olivier Giroud scoorde zes keer in acht wedstrijden voor Chelsea FC op weg naar de finale.

Tijdens de loting van de groepsfase van de Champions League werd bekend dat Chelsea FC het in de groepsfase zou gaan opnemen tegen Sevilla FC, FK Krasnodar en Stade Rennais. Het Champions League-seizoen begon voor Chelsea met de thuiswedstrijd tegen Sevilla. Er werd geen doelpunt gemaakt op Stamford Bridge. Chelsea's eerste uitwedstrijd van het Champions League-seizoen was tegen Krasnodar. In de veertiende minuut schoot Jorginho zijn strafschop op de paal. Callum Hudson-Odoi opende in de 37ste minuut wel de score na een blunder van Krasnodar-doelman Matvej Safonov. In de 76ste minuut minuut benutte Timo Werner zijn strafschop na een handsbal van Alyaksandr Martynovich. Drie minuten later werd het ook 0–3, dankzij een doelpunt van Hakim Ziyech. In de negentigste minuut deed Christian Pulisic er nog een schepje bovenop met de 0–4. Een week later kwam Stade Rennais op bezoek in Londen. In de tiende minuut zette Werner Chelsea op een voorsprong vanaf de penaltystip, nadat hij zelf gevloerd werd. In de 41ste minuut benutte Werner opnieuw een strafschop. Ditmaal werd die gegeven na hands van Dalbert, die hiervoor ook zijn tweede gele kaart kreeg. In de vijftigste minuut zette Tammy Abraham de eindscore 3–0 op het scorebord door de bal in het doel te tikken na een voorzet van James. In de uitwedstrijd tegen Stade Rennais kwam Chelsea in de 22ste minuut op een 0–1 voorsprong. Hudson-Odoi passeerde doelman Alfred Gomis na een pass van Mason Mount. Lang behield Chelsea de 0–1 voorsprong, maar in de 85ste minuut kopte Serhou Guirassy de bal in het doel namens Stade Rennais uit een hoekschop van Benjamin Bourigeaud. In de blessuretijd scoorde Olivier Giroud echter ook namens Chelsea met een kopbal. Met tien punten uit vier wedstrijden had Chelsea zich al verzekerd van de knock-outfase. De uitwedstrijd tegen Sevilla ging om de groepswinst. In de achtste minuut ging Chelsea al aan de leiding, na een goal van Giroud. 0–1 was ook de ruststand. In de 54ste minuut zag Giroud zijn schot over doelman Alfonso Pastor het doel in gaan. In de 74ste minuut completeerde Giroud zijn hattrick in de 74ste minuut met een kopbal na een voorzet van N'Golo Kanté en hij maakte ook de 0–4 vanaf de elf meter, nadat hij zelf gevloerd werd. Chelsea's laatste wedstrijd van de groepsfase was de thuiswedstrijd tegen Krasnodar. In de 24ste minuut kwam Krasnodar op voorsprong via Rémy Cabella. Jorginho zette Chelsea vier minuten later weer op gelijke hoogte met een strafschop.
In de achtste finales trof Chelsea Atlético Madrid, op dat moment koploper in de Primera División. De heenwedstrijd werd gespeeld in Boekarest. Er werd lang niet gescoord, totdat Giroud dat wel deed in de 68ste minuut met een omhaal. De assistent-scheidsrechter gaf aan dat er sprake was van buitenspel, maar de VAR keurde het doelpunt vervolgens wel goed. In de thuiswedstrijd was het daardoor Chelsea's taak om een 1–0 voorsprong over twee wedstrijden te verdedigen. In de 34ste minuut scoorde Chelsea uit een counter, met Ziyech als eindstation. Vanaf de 81ste minuut moest Atlético Madrid met tien man spelen, na een overtreding van Stefan Savić op Antonio Rüdiger. In de blessuretijd scoorde Emerson ook nog voor Chelsea uit een counter.
In de kwartfinale was FC Porto de tegenstander van Chelsea. Beide wedstrijden vonden plaats in Sevilla. In de 32ste minuut opende Mount de score voor Chelsea na het wegdraaien bij Zaidu Sanusi. In de 85ste minuut verdubbelde Ben Chilwell de score, nadat hij doelman Agustín Marchesín voorbij dribbelde. In de terugwedstrijd bleef de score lange tijd 0–0. In de blessuretijd was Mehdi Taremi met een omhaal wel trefzeker namens FC Porto, maar voor de Portugese ploeg was dit te laat. Chelsea plaatste zich voor de halve finales.
In de halve finales stond Chelsea tegenover de Spaanse landskampioen Real Madrid. In de uitwedstrijd miste Werner een grote kans in de tiende minuut, maar vier minuten later maakte Pulisic het openingsdoelpunt namens Chelsea, nadat hij doelman Thibaut Courtois voorbij dribbelde. In de 29ste minuut maakte Karim Benzema, die in de 23ste minuut al op de paal schoot, van dichtbij de gelijkmaker voor Real Madrid. In een regenachtig Madrid bleef het bij 1–1 en de thuiswedstrijd was dus cruciaal voor Chelsea. In de achttiende minuut dacht Werner te scoren, maar hij stond buitenspel en dus werd het doelpunt afgekeurd. In de 28ste minuut scoorde Werner wel. Hij kon van dichtbij binnenkoppen voor een leeg doel, nadat Kai Havertz met een lobje over Courtois schoot op de lat schoot. Vlak na de rust raakte Havertz opnieuw de lat, ditmaal met een kopbal. Chelsea miste vervolgens meerdere kansen, maar in de 85ste minuut was Mount trefzeker na een pass van Pulisic. Dankzij de 0–2 zege kon Chelsea haar tickets naar Istanboel boeken.

## Wedstrijd

### Wedstrijddetails
|                       |                 |         |             | |
| 29 mei 2021 21:00 uur | Manchester City | 0 – 1   | Chelsea FC  | Estádio do Dragão, Porto Toeschouwers: 14.110 Scheidsrechter: Antonio Mateu Lahoz Video-assistent: Alejandro Hernández |
| 29 mei 2021 21:00 uur |                 | Verslag | 42' Havertz | Estádio do Dragão, Porto Toeschouwers: 14.110 Scheidsrechter: Antonio Mateu Lahoz Video-assistent: Alejandro Hernández |

| Manchester City | Chelsea FC |

| DM              | 31 | Ederson Moraes         |            |
| RV              | 02 | Kyle Walker            |            |
| CV              | 03 | Rúben Dias             |            |
| CV              | 05 | John Stones            |            |
| LV              | 11 | Oleksandr Zintsjenko   |            |
| CM              | 20 | Bernardo Silva         | 64'        |
| CM              | 08 | İlkay Gündoğan         | 35'        |
| CM              | 47 | Phil Foden             |            |
| AM              | 17 | Kevin De Bruyne        | 60'        |
| SP              | 26 | Riyad Mahrez           |            |
| SP              | 07 | Raheem Sterling ( 60') | 77'        |
| Wisselspelers:  |    |                        |            |
| DM              | 13 | Zack Steffen           |            |
| DM              | 33 | Scott Carson           |            |
| VD              | 06 | Nathan Aké             |            |
| VD              | 14 | Aymeric Laporte        |            |
| VD              | 22 | Benjamin Mendy         |            |
| VD              | 27 | João Cancelo           |            |
| VD              | 50 | Eric García            |            |
| MV              | 16 | Rodrigo Hernández      |            |
| MV              | 25 | Fernandinho            | 64' ( 77') |
| AV              | 09 | Gabriel Jesus          | 60' 88'    |
| AV              | 10 | Sergio Agüero          | 77'        |
| AV              | 21 | Ferran Torres          |            |
| Coach:          |    |                        |            |
| Josep Guardiola |    |                        |            |

| DM             | 16 | Édouard Mendy       |     |
| RV             | 24 | Reece James         |     |
| CV             | 28 | César Azpilicueta   |     |
| CV             | 06 | Thiago Silva        | 39' |
| CV             | 02 | Antonio Rüdiger     | 57' |
| LV             | 21 | Ben Chilwell        |     |
| CM             | 05 | Jorginho            |     |
| CM             | 07 | N'Golo Kanté        |     |
| RA             | 29 | Kai Havertz         |     |
| SP             | 11 | Timo Werner         | 66' |
| LA             | 19 | Mason Mount         | 80' |
| Wisselspelers: |    |                     |     |
| DM             | 01 | Kepa Arrizabalaga   |     |
| DM             | 13 | Willy Caballero     |     |
| VD             | 03 | Marcos Alonso       |     |
| VD             | 04 | Andreas Christensen | 39' |
| VD             | 15 | Kurt Zouma          |     |
| MV             | 17 | Mateo Kovačić       | 80' |
| MV             | 22 | Hakim Ziyech        |     |
| MV             | 23 | Billy Gilmour       |     |
| MV             | 33 | Emerson             |     |
| AV             | 10 | Christian Pulisic   | 66' |
| AV             | 28 | Olivier Giroud      |     |
| AV             | 20 | Callum Hudson-Odoi  |     |
| Coach:         |    |                     |     |
| Thomas Tuchel  |    |                     |     |

### Statistieken
|                        | Manchester City | Chelsea FC |
| ---------------------- | --------------- | ---------- |
| Doelpunten             | 0               | 1          |
| Gele kaarten           | 2               | 1          |
| Rode kaarten           | 0               | 0          |
| Wissels                | 3               | 3          |
| Schoten op doel        | 1               | 2          |
| Schoten naast doel     | 2               | 5          |
| Overtredingen          | 14              | 13         |
| Hoekschoppen           | 3               | 1          |
| Buitenspel             | 1               | 3          |
| Geslaagde Passes       | 537             | 330        |
| Passnauwkeurigheid (%) | 87              | 82         |
| Balbezit (%)           | 58              | 42         |
| Gelopen afstand (km)   | 110,5           | 111,6      |

Bron: UEFA